# Tanzánia az 1968. évi nyári olimpiai játékokon
Tanzánia a mexikói Mexikóvárosban megrendezett 1968. évi nyári olimpiai játékok egyik részt vevő nemzete volt. Az országot az olimpián 2 sportágban 4 sportoló képviselte, akik érmet nem szereztek.

## Atlétika
Férfi
| Versenyző            | Versenyszám | Előfutam | Előfutam | Előfutam | Negyeddöntő | Negyeddöntő | Negyeddöntő | Elődöntő | Elődöntő | Elődöntő | Döntő   | Döntő    |
| Versenyző            | Versenyszám | Idő      | Hely.    | Össz.    | Idő         | Hely.       | Össz.       | Idő      | Hely.    | Össz.    | Idő     | Helyezés |
| -------------------- | ----------- | -------- | -------- | -------- | ----------- | ----------- | ----------- | -------- | -------- | -------- | ------- | -------- |
| Norman Chihota       | 100 m       | 10,57    | 5.       | 39.*     | kiesett     | kiesett     | kiesett     | kiesett  | kiesett  | kiesett  | kiesett | kiesett  |
| Norman Chihota       | 200 m       | 21,28    | 6.       | 31.      | kiesett     | kiesett     | kiesett     | kiesett  | kiesett  | kiesett  | kiesett | kiesett  |
| Claver Kamanya       | 400 m       | 45,74    | 2.       | 6.       | 46,03       | 3.          | 13.         | 46,22    | 7.       | 12.      | kiesett | kiesett  |
| John Stephen Akhwari | Maraton     |          |          |          |             |             |             |          |          |          | 3:25:17 | 57.      |

* - egy másik versenyzővel azonos időt ért el

## Ökölvívás
| Versenyző   | Versenyszám | 32-es főtábla              | Nyolcaddöntő      | Negyeddöntő       | Elődöntő          | Döntő             | Helyezés |
| Versenyző   | Versenyszám | Ellenfél Eredmény          | Ellenfél Eredmény | Ellenfél Eredmény | Ellenfél Eredmény | Ellenfél Eredmény | Helyezés |
| ----------- | ----------- | -------------------------- | ----------------- | ----------------- | ----------------- | ----------------- | -------- |
| Titus Simba | Középsúly   | Chris Finnegan (GBR) · 0-5 | kiesett           | kiesett           | kiesett           | kiesett           | 16.      |